# 塔丸
塔丸（とうのまる）は、徳島県三好市に位置する山。標高1,713.0m。別名は東祖谷山。「塔ノ丸」と書かれる事もある。四国百名山選定。

## 地理
旧三好郡東祖谷山村の東部、剣山の登山基地である見ノ越の西約5kmに位置する。堂々とした山容を示し、頂上も広く高原状をなす。最高地点はわかりにくいが、三角点は最も西寄りのピークにある。剣山国定公園に含まれる。
頂上付近は一面シコクザサに覆われ、所々に巨岩が露呈する。岩石はミカブ緑色岩類である。ツキノワグマの生息地でもある。

## 歴史
阿波志に、「塩無山、菅生名（集落）にあり。山上平広なり。池あり見残と称す」と記し、現在の塔ノ丸頂上から夫婦池までの4kmに及ぶ山塊を塩無山（しおなしやま）と呼んでいたという。
大正4年の「美馬郡郷土誌」には、「剣山の北方に当りて丸笹山を中心とし、西は塩無山、東方は中尾山に連なる小連嶺あり」「（剣山へ）祖谷より登るには菅生より塩無山に登り約四里にして見残に達す」としている。大正期までは塩無山と呼ばれていた。
昭和になってからは「剣峡剣山祖谷峡案内」、「四国の尾根」などでは「塔丸」と称し、「四国の旅行」、「鉄道省登山案内」では「東祖谷山」と称し、2つの山名を併用している。

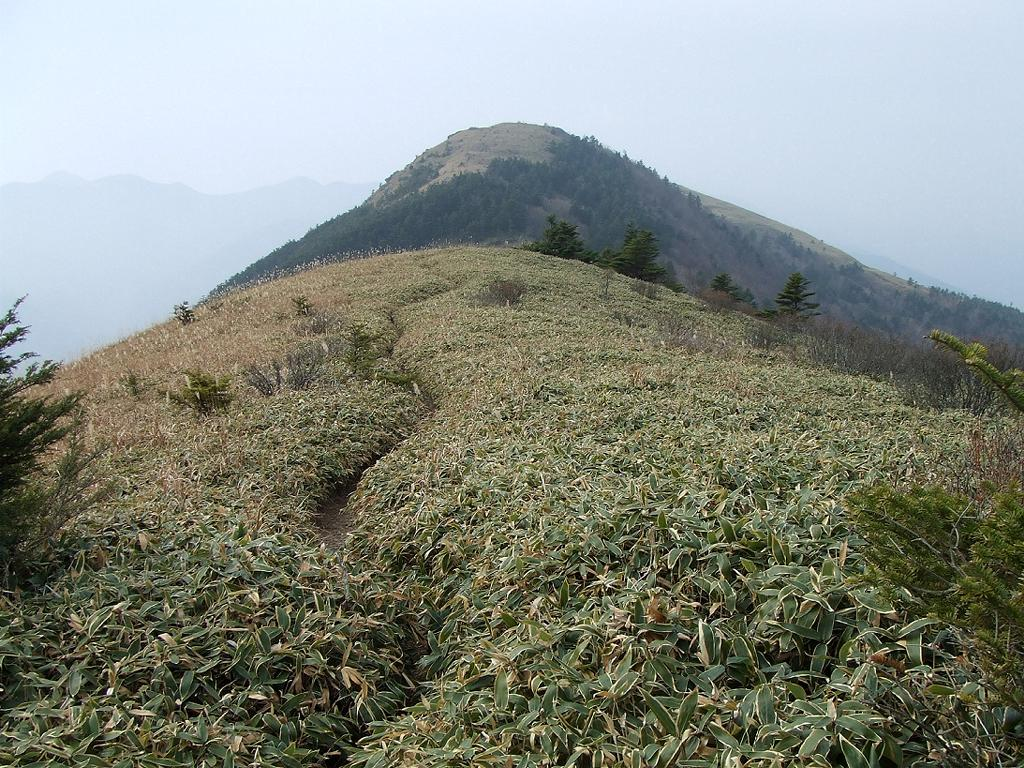
山頂が目前
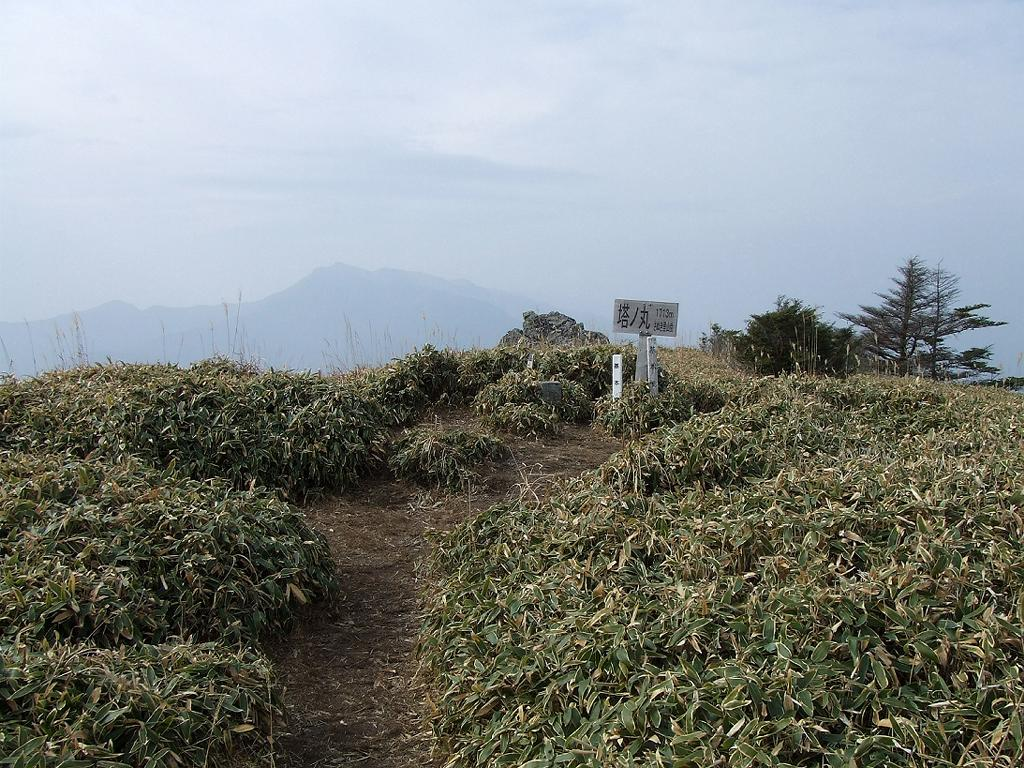
頂上